# Cariboo South (circonscription britanno-colombienne)
Pour les articles homonymes, voir Cariboo (homonymie).
Circonscription électorale provinciale du Canada
Cariboo South est une ancienne circonscription provinciale de la Colombie-Britannique représentée à l'Assemblée législative de la Colombie-Britannique de 1991 à 2009.

## Géographie
La circonscription était établie dans la région de Cariboo au centre-sud de la province.

## Liste des députés
| Législature                                    | Années                                         | Député                                         | Député                                         | Parti                                          |
| Cariboo South Circonscription issue de Cariboo | Cariboo South Circonscription issue de Cariboo | Cariboo South Circonscription issue de Cariboo | Cariboo South Circonscription issue de Cariboo | Cariboo South Circonscription issue de Cariboo |
| ---------------------------------------------- | ---------------------------------------------- | ---------------------------------------------- | ---------------------------------------------- | ---------------------------------------------- |
| 35e                                            | 1991–1996                                      |                                                | David Zirnhelt                                 | Néo-démocratique                               |
| 36e                                            | 1996–2001                                      |                                                | David Zirnhelt                                 | Néo-démocratique                               |
| 37e                                            | 2001–2005                                      |                                                | Walt Cobb                                      | Libéral                                        |
| 38e                                            | 2005–2009                                      |                                                | Charlie Wyse                                   | Néo-démocratique                               |
| Circonscription abolie, voir Cariboo-Chilcotin |                                                |                                                |                                                |                                                |